# Гуркин, Юрий Александрович
Ю́рий Алекса́ндрович Гу́ркин (22 декабря 1939, Владивосток (остров Русский), Приморский край — 20 декабря 2019, Санкт-Петербург) — советский врач, детский гинеколог, доктор медицинских наук, профессор. Организатор и заведующий первой в СССР кафедрой детской и подростковой гинекологии Санкт-Петербургского государственного педиатрического медицинского университета. Главный внештатный детский гинеколог Комитета по здравоохранению Санкт-Петербурга, президент Союза детских гинекологов Санкт-Петербурга.

## Биография
Родился в семье кадрового военнослужащего, выпускника Ленинградского военно-инженерного училища Александра Афанасьевича Гуркина (1911—1979) и его жены Евгении Ивановны ур. Григорьевой (1921—1997). С началом войны отец убыл на фронт. Имея специальность сапёра, он воевал в составе авиационной части, дошедшей до Берлина. Был неоднократно награждён и после войны продолжил военную службу.
С отбытием отца на фронт семья перебралась в Забайкалье, в район Сретенска, где Евгения Ивановна, ещё в Ленинграде получившая среднее медицинское образование, всю войну работала на линейном железнодорожном фельдшерско-акушерском пункте. В дальнейшем до преклонных лет работала в Московском районе Ленинграда; неоднократно побеждала в конкурсах процедурных сестер.
С 1946 года, переезжая с родителями из одной воинской части в другую, Юрий Гуркин сменил несколько школ. В 1956 году он закончил 355 школу Московского района и поступил в Ленинградский педиатрический медицинский институт (ЛПМИ).

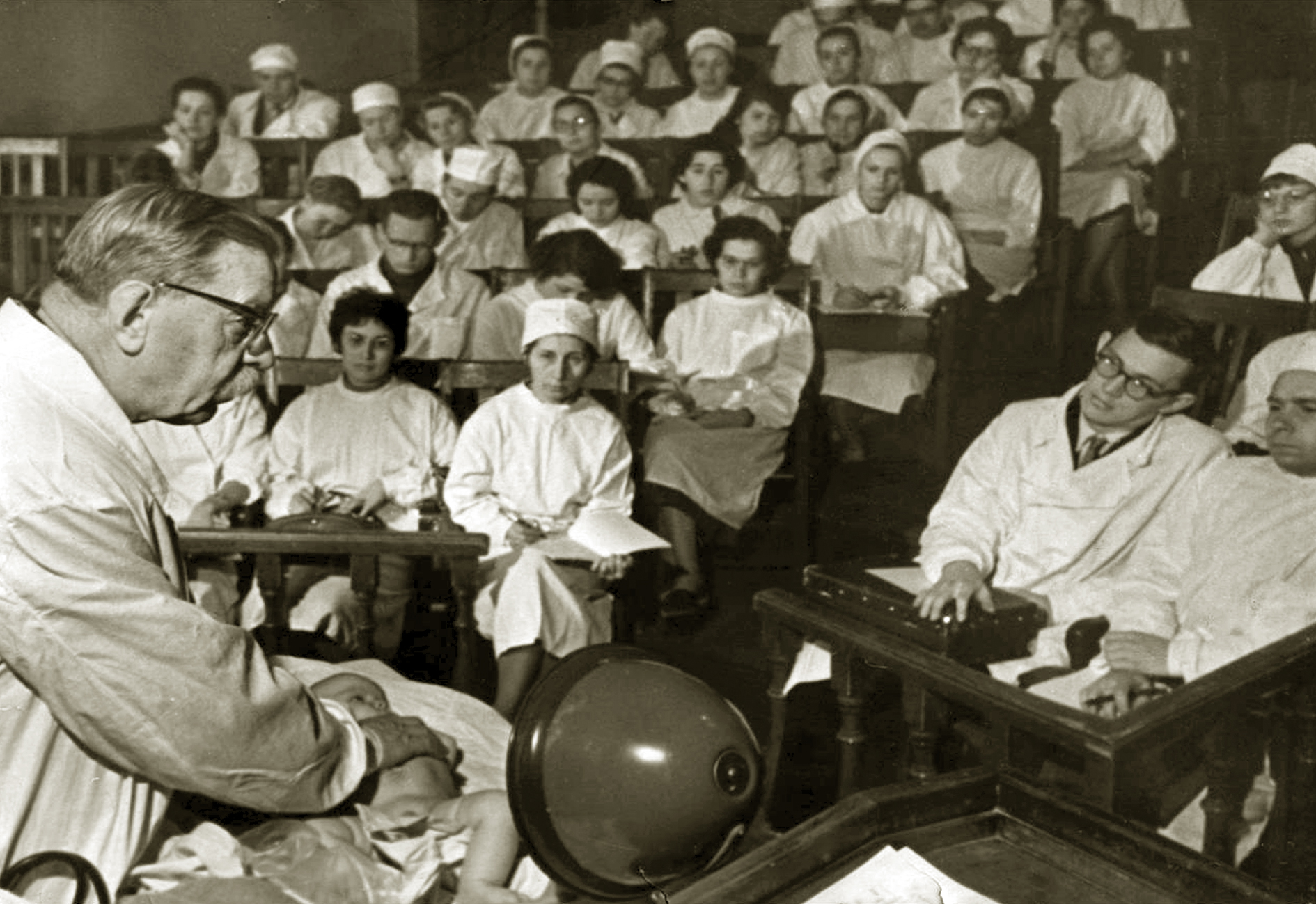
М. С. Маслов читает лекцию по факультетской педиатрии. Крайний справа в первом ряду Юрий Гуркин, рядом — Николай Шабалов. 1960 г.

Его учителями были такие выдающиеся педиатры, как: Аркадий Борисович Воловик, Михаил Степанович Маслов, Александр Фёдорович Тур, Александр Моисеевич Абезгауз, Галина Александровна Тимофеева, Нина Тимофеевна Шутова.
Курс, на котором учился Ю. А. Гуркин, оказался богатым на громкие имена. Вместе с ним учились такие будущие корифеи советской и российской медицинской и педиатрической науки, как Николай Павлович Шабалов, Лев Владимирович Эрман, Владимир Владимирович Юрьев, Эдуард Кузьмич Цыбулькин, Юрий Романович Ковалёв и многие другие.
Студентом четвёртого курса Ю. А. Гуркин пришёл в студенческое научное общество (СНО) кафедры акушерства и гинекологии. Его первым наставником, благодаря которому он пришёл в эту специальность, стал профессор А. И. Петченко. Уже в студенческие годы Юрий Александрович был удостоен права доложить результаты своих исследований на заседании Ленинградского общества акушеров-гинекологов. Его доклад «Лечение позднего токсикоза интраназальным электрофорезом магния» имел определённый резонанс.
Благодаря успешной работе в СНО, Ю. А. Гуркин получил предложение поступить в аспирантуру на кафедру акушерства и гинекологии ЛПМИ и одновременно приглашение в Института акушерства и гинекологии им. Д. О. Отта. Он выбрал родной институт, но окончив его в 1962 году, на два года за практическим опытом отправился в город Порхов Псковской области, где служил врачом в районном родильном доме под началом А. Н. Антоновой, застуженного врача республики, тоже выпускницы ЛПМИ, фронтовички.
Вернувшись осенью 1964 года, в Ленинград, Юрий Александрович приступил к учёбе в аспирантуре. В тот год кафедру акушерства и гинекологии ЛПМИ возглавила профессор Нина Васильевна Кобозева, которая на долгие годы стала его учителем и научным руководителем. Темой научного исследования Ю. А. Гуркина стала «Функциональная морфология яичников в перинатальном периоде онтогенеза». Помимо Н. В. Кобозевой, огромную помощь в этой работе Юрию Александровичу оказал член-корреспондент АМН СССР, заведующий кафедрой гистологии ЛПМИ А. Г. Кнорре. Защита кандидатской диссертации состоялась в 1969 году. Материалы этого труда составили значительную часть будущей монографии Ю.. А. Гуркина «Плод и внешняя среда», увидевшей свет в 1973 году.

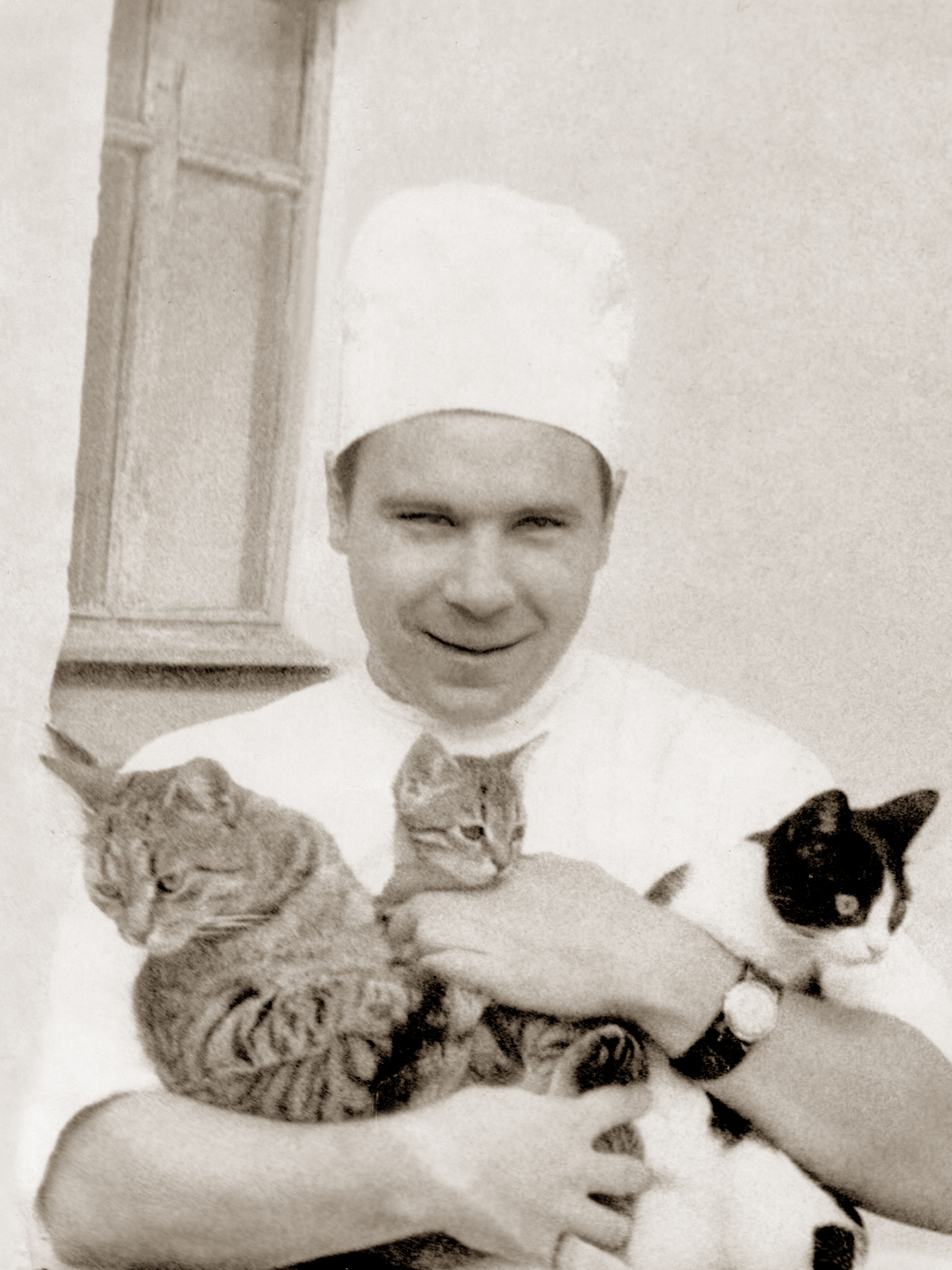
Ю. А. Гуркин в годы работы по распределению в г. Порхове. 1963 г.

В 1967 году сразу после окончания аспирантуры и ещё до защиты диссертации Ю. А. Гуркин был избран ассистентом кафедры акушерства и гинекологии. Он оказался самым молодым сотрудником, на которого, помимо преподавательской и лечебной деятельности, была возложена масса новых кафедральных обязанностей. В 1974 году Ю. А. Гуркин был избран доцентом кафедры, а с 1976 года стал членом правления общества акушеров гинекологов. Все эти годы он не оставлял интенсивной исследовательской деятельности. Его научные интересы остались прежними. Венцом работы стала докторская диссертация, которую Юрий Александрович назвал: «Дисфункция яичников у девочек и девушек (Вопросы этиологии, патогенеза, клиники, терапии, диспансеризации)». Защита состоялась в 1986 году. Оппоненты профессора Э. К. Айламазян, Н. И. Бескровная и В. В. Чёрная отметили высокую практическую ценность его работы.

### Организация первой в СССР кафедры детской и подростковой гинекологии
За год до защиты диссертации Ю. А. Гуркин, не оставляя своей основной работы, занял должность доцента на вновь организованной кафедре педиатрии профессора Н. П. Шабалова при факультете усовершенствования врачей (ФУВ), где годом позже впервые в СССР под его руководством был организован курс перинатологии.
В 1988 году Юрий Александрович получил должность профессора своей кафедры. В этот же год по инициативе профессора Н. В. Кобозевой и ректора ЛПМИ, профессора В. П. Алфёрова в Мнздраве было принято решение о создании в институте кафедры детской и подростковой гинекологии. В основу её был положен курс перинатологии Ю. А. Гуркина, и с момента открытия в 1989 году он возглавил её в ранге профессора.
Причины выделения детской гинекологии в самостоятельную дисциплину Ю. А. Гуркин формулирует следующим образом:
- Необходимость соблюдать врачом дополнительные этические и юридические требования;

- Наличие естественных анатомо-топографических особенностей у девочек, изменяющихся на протяжении детства;

- Предпочтение неинвазивным (щадящим, органосберегающим) методам диагностики и лечения;

- Высокая функциональная уязвимость репродуктивной системы в фазу становления;

- Необходимость минимизации лекарственных  (в частности гормональных стероидов) видов лечения; оказание предпочтения физическим, рефлекторным методам, фитотерапии;

- Врач вынужден прибегать к специфическим диагностическим и лечебным приёмам, по возможности исключающим пауперизацию яичников. Причём, реабилитационные мероприятия должны осуществляться как можно раньше  -  желательно синхронно с проводимым лечением;

- Констатация более высокого стратегического эффекта терапии и реабилитации относительно благополучия следующих поколений.

В 1993 году профессор Ю. А. Гуркин, получив поддержку главного акушера-гинеколога профессора М. А. Репиной, выступил инициатором и организатором создания первого в Санкт-Петербурге Городского консультативно-диагностического центра для детей «Ювента», предназначенного для охраны репродуктивного здоровья подростков.
В 2007 году Юрий Александрович сложил с себя полномочия заведующего кафедрой, но продолжил работу в качестве профессора-консультанта.
Профессор Юрий Александрович Гуркин скончался 20 декабря 2019 года и в день своего 80-летия был похоронен на Северном кладбище Санкт-Петербурга.

## Вклад в медицинскую науку и практику
- Такие результаты исследований Ю. А. Гуркина, как установление ведущей роли перинатальных повреждающих факторов в формировании овариальной патологии, доминирования правого яичника, неспецифического характера пауперизационного эффекта и некоторые другие, легли в основу создания реабилитационных технологий в детской гинекологии и репродуктологии.
- В содружестве с профессором Н. В. Кобозевой Ю. А. Гуркин впервые сформулировал современные принципы перинатальной охраны плода, которые были изложены в монографии «Плод и внешняя среда» (1973 г.).
- При участии Ю. А. Гуркина, или используя опыт его работы, были подготовлены первые инструктивные документы Министерства здравоохранения, регламентирующие деятельность акушеров-гинекологов, в области оказания специализированной помощи девочкам и девушкам (приказы МЗ РФ № 186 от 15.11.1991; № 186/272 от 30.06.1992; № 60 от 14.03.1995; № 323 от 5.11.1998; № 154 от 5.05.1999; № 371 от 16.10.2001; № 81 от 13.03.2002; № 50 от 10.02.2003; № 808н от 2.10.2009; № 572н от 01.11.2012).
- В 1989 году Ю. А. Гуркин организовал и возглавил первую в стране кафедру детской и подростковой гинекологии. Под его руководством была разработана методика преподавания новой дисциплины, подготовлены и изданы учебно-методические пособия. За годы существования кафедры повышение квалификации по разделу детская гинекология прошли более 2500 врачей. При участии сотрудников кафедры на выездных циклах созданы союзы детских гинекологов в большинстве регионов, проведено более двадцати профессиональных общероссийских и региональных конференций, а также международный конгресс 2008 года (президент конгресса профессор Ю. А. Гуркин).
- Юрий Александрович оказался одним из ключевых организаторов первого в России детского репродуктивного консультативно-диагностического центра.
- Ю. А. Гуркин является автором первых отечественных монографий, учебных пособий и справочников по детской и подростковой гинекологии и репродуктологии.
- Своей деятельностью Ю. А. Гуркин способствовал организационным достижениям в регионах в виде создания центров подростковой медицины, разработке новых форм диспансеризации, развитию амбулаторной помощи девочкам, формированию центров планирования семьи для реабилитации репродуктивной системы, организации репродуктологической помощи юным женщинам (в том числе жительницам села), освоению генетических подходов.
- Под руководством профессора Ю. А. Гуркина защищено 23 кандидатский, 4 докторских диссертации. Его учениками являются такие известные специалисты в области детской и подростковой гинекологий, как профессора: Галия Феттяховна Кутушева, Виктория Григорьевна Баласанян, Борис Федорович Хурасев[10], Андрей Николаевич Плеханов, Павел Наумович Кротин[11].
- Вместе с профессорами Н. П. Шабаловым и И. М. Воронцовым в 2005 году от имени Союза педиатров Санкт-Петербурга Ю. А. Гуркин обратился к Президенту России с призывом воспрепятствовать разрушению всего того, что было сделано за годы советской власти и сохранить доказавшую свою безупречность государственную систему охраны здоровья детей[12].

## Общественная деятельность
- Член правления общества акушеров гинекологов с 1976 года;
- Главный внештатный специалист-гинеколог детского и юношеского возраста Комитета по здравоохранению Санкт-Петербурга с 1981 года;
- Главный редактор многотиражной газеты ЛПМИ «Советский педиатр» (1978—1983);
- Председатель Союза детских и подростковых гинекологов Санкт-Петербурга с 1996 года;
- Проректор факультета повышения квалификации и профессиональной переподготовки СПбГПМА (1993—1998);
- Президент 11-го Европейского конгресса детских и подростковых гинекологов 2008 года;
- Организатор пяти профессиональных конференций детских гинекологов Российской Федерации;
- С 1990 года вице-президент, а с 1995 по 2007 год член президиума Всемирной ассоциации детской гинекологов;
- Член Экспертного совета МЗ Российской Федерации;
- Вице-президент Международной федерации детских и подростковых гинекологов (1990—1995);
- Президент Российской Федерации детских и подростковых гинекологов;
- Член Национальной Академии ювенологии;
- Почетный президент Ассоциации детской гинекологии Украины, Болгарии;
- Член редакционных коллегий журналов «Экс консилио», «Планирование семьи», «Журнал акушерства и женских болезней» и «Гинекология»,"Педиатрия", «Репродуктивное здоровье детей и подростков».

## Семья
- Жена: Лейда Арнольдовна Гуркина (Sakkart) — по образованию врач-педиатр, детский хирург. Преподаватель хирургии в Акушерском колледже СПб, дипломированный специалист по медицинской эргономике, редактор русского издания руководства по восстановлению двигательных функций после перенесенного инсульта «Начните двигаться»[13]. Награждена Министерством образования и науки РФ за заслуги в области образования знаком «Почётный работник среднего профессионального образования Российской Федерации» (18 дек.2007).
- Дочь: Елена Юрьевна Гуркина — по образованию врач-педиатр, к.м.н., доцент. Детский эндокринолог Федерального Центра им. В. А. Алмазова[14].

## Научные труды
Ю. А. Гуркин является автором и соавтором 12-ти монографий, 9-ти глав в руководствах, более 160 печатных работ в научных медицинских изданиях. Ниже приводится небольшая часть его публикаций:

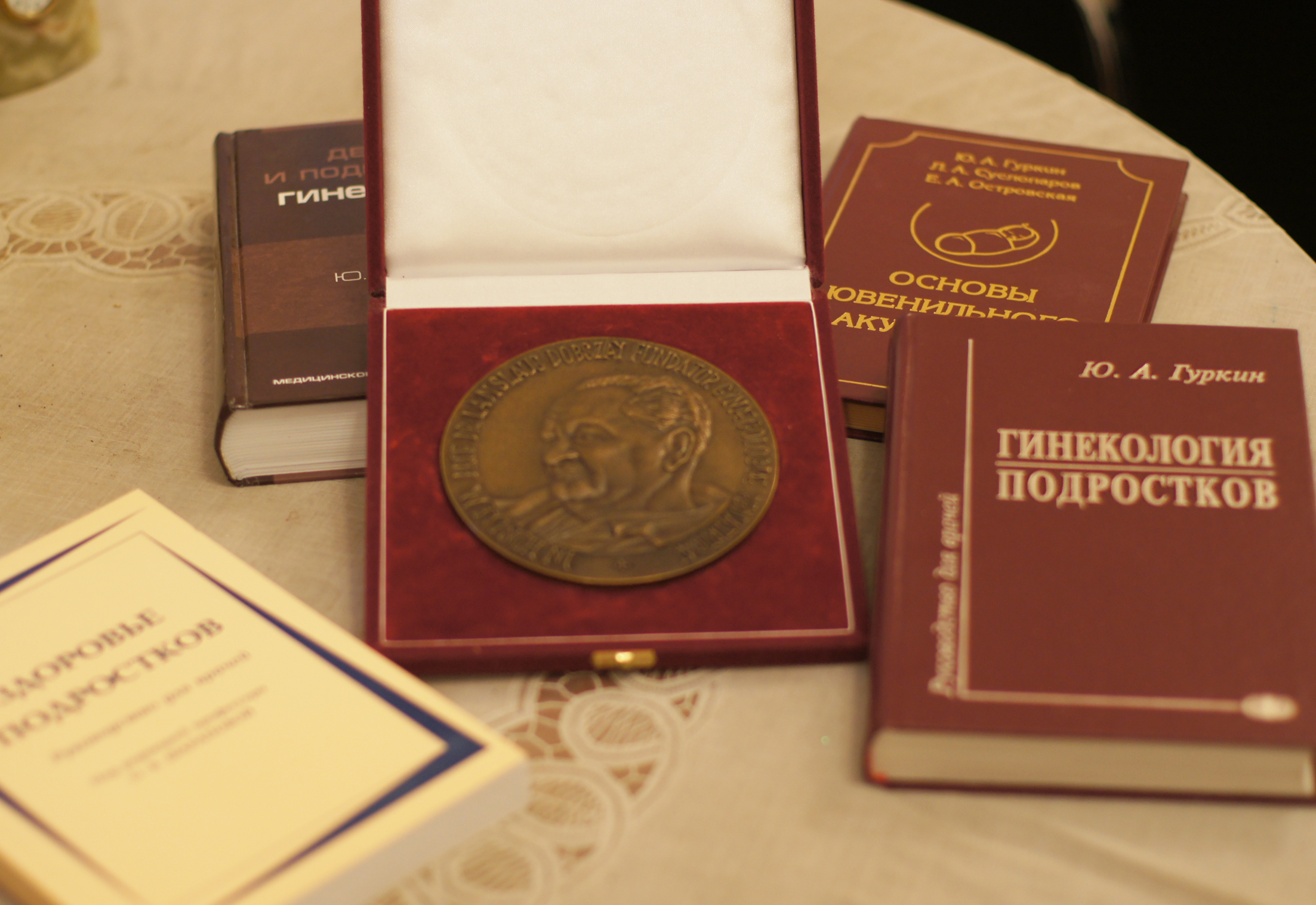
Некоторые издания проф. Ю. А. Гуркина

- Гуркин Ю. А. Функциональная морфология яичников в антенатальном периоде онтогенеза с учетом особенностей течения беременности / Автореферат дис. на соискание учен. степени канд. мед. наук. — Л.: Ленингр. педиатр. мед. ин-т., 1968. — 21 с.
- Кобозева Н. В., Гуркин Ю. А. Плод и внешняя среда. — Л., 1973. — 135 с.
- Кобозева Н. В., Гуркин Ю. А. Гинекология девочек и подростков : Учеб.-метод. пособие для студентов IV и V курсов педиатр. фак. — Л.: ЛПМИ, 1980. — 71 с.
- Кобозева Н. В., Гуркин Ю. А. Акушерские аспекты перинатологии : Учеб.-метод. пособие для студентов. — Л., 1983. — 61 с.
- Гуркин Ю. А. Дисфункция яичников у девочек и девушек : (Вопр. этиологии, патогенеза, клиники, терапии, диспансеризации) / Автореф. дис. на соиск. учен. степ. д-ра мед. наук: (14.00.01). — Л.: Ин-т акушерства и гинекологии АМН СССР, 1986. — 38 с.
- Кобозева Н. В., Гуркин Ю. А. Перинатальная эндокринология : Руководство для врачей. — Л.: Медицина. Ленингр. отд-ние, 1986. — 310 с.
- Гуркин Ю. А., Юрьев В. К. Распространенность, ранняя диагностика и лечение гинекологических заболеваний у девочек : Метод. рекомендации (с правом переизд. мест. органами здравоохранения) / М-во здравоохранения РСФСР. — Л., 1987. — 14 с.
- Кобозева Н. В., Кузнецова М. Н., Гуркин Ю. А. Гинекология детей и подростков : Руководство для врачей. — Медицина, 1988. — 296 с. — ISBN 5-225-00061-4.
- Тимченко Г. П., Гуркин Ю. А. Судебно-медицинская акушерско-гинекологическая экспертиза в практике детского и подросткового гинеколога : Учеб. пособие / М-во здравоохранения Рос. Федерации. — СПб.: СПбГПМА, 1993. — 19 с.
- Гуркин Ю. А., Баласанян В. Г. Контрацепция для подростков : Метод. материалы, предназначенные акушерам-гинекологам, оказывающим специализированную помощь подросткам, медикам службы планирования семьи, подростковым врачам, слушателям ФУВ / Петербург. педиатр. мед. ин-т. — ППМИ. — СПб., 1993. — 26 с.
- Гуркин Ю. А. О половом воспитании девочек : Метод. указания для дет. гинекологов, акушеров-гинекологов, шк. и подростковых врачей / Санкт-Петербург. педиатр. мед. ин-т. — ППМИ. — СПб., 1993. — 40 с.
- Гуркин Ю. А. Ювенильная гинекология: Пособие для врачей. Ч. 2.. — СПб., 1994. — 47 с.
- Гуркин Ю. А. Врачу о половом воспитании девочек : Метод. рекомендации / Санкт-Петербург. гос. педиатр. мед. акад. — СПб., 1995. — 63 с.
- Гуркин Ю. А. Гинекология подростков/Руководство для врачей. — СПб., 2000. — 574 с.

Продолжение списка научных работ
- Гуркин Ю. А. Ювенильная гинекология : Пособие для врачей / Гор. консультатив.-диагност. центр репродуктив. здоровья подростков "Ювета". — СПб.: Астра-люкс, 1994.
- Гуркин Ю. А. Гинекология подростков : Руководство для врачей. — СПб.: Фолиант, 1998. — С. 560. — ISBN 5-86581-028-6.
- Гуркин Ю. А. Гигиена, экология и репродуктивное здоровье подростков : Тез. докл. междунар. науч.-практ. конф., 17-18 мая 1999 г., Санкт-Петербург, 20-21 сент. 1999 г. ., Пермь : (В 3 ч.). — СПб., 1999. — 40 с.
- Гуркин Ю. А. Энциклопедия будущего мужчины. — Дельта, 1999. — 336 с. — ISBN 5-89151-072-3.
- Алмазов В.,  Савенкова Н., Сергеева К.,  Стрепетова Т., Строев Ю.,  Гуркин Ю. и др. Подростковая медицина. — Специальная литература, 1999. — 731 с. — ISBN 5-263-00020-0.
- Гуркин Ю. А. Энциклопедия юной леди. — Дельта, 1999. — 336 с. — ISBN 5-89151-071-5.
- Кобозева Н. В., Кузнецова М. Н., Гуркин Ю. А. Гинекология детей и подростков. — 2. — Дельта, 1981. — 280 с.
- Гуркин Ю. А., Арсланян К. Н. Гинекология подростков : Руководство для врачей. — СПб.: Фолиант, 2000. — С. 574. — ISBN 5-86581-042-1.
- Гуркин Ю. А., Суслопаров Л.А.; Островская Е.А. Основы ювенильного акушерства. — Фолиант, 2001. — 351 с. — ISBN 5-93929-0212-3.
- Гуркин Ю. А., Суслопаров  Е. А., Островская Е. А. Гинекология девочек и подростков : Учеб.-метод. пособие для студентов IV и V курсов педиатр. фак. — СПб.: Фолиант, 2001. — 350 с.
- Грицюк В. И., Гуркин Ю. А. Настольная книга гинеколога : Справочник. — М, СПб.: Диля, 2003. — 303 с. — ISBN 5-8174-0348-X.
- Тимченко Г. П., Гуркин Ю. А. Судебно-медицинская акушерско-гинекологическая экспертиза в практике детского и подросткового гинеколога : Учебное пособие / М-во здравоохранения Рос. Федерации. — СПб.: СПбГПМА, 2003. — 35 с.
- Григорьев А. И., Гуркин Ю. А., Добряков И. В.,  Самарина В. Н. Детские болезни  : новейший справочник. / под ред. В. Н. Самариной. — М.: ЭКСМО, 2004. — 895 с. — ISBN 5-04-010408-1.
- Клинические лекции по детской гинекологии. / под ред. проф. Ю. А. Гуркина. — ЛПМИ. — СПб., 2005. — 84 с.
- Гуркин Ю. А. Детские гинекологи - родителям : в семье растет дочь. — СПб.: ГИПК Лениздат, 2005. — 160 с. — ISBN 5-9573-0453-0.
- Гуркин Ю. А., Попова А. В., Самохвалов В. Е., Шигашов Д. Ю. Сексуальное насилие у подростков : Пособие для врачей-курсантов / Под ред. проф. Ю. А. Гуркина М-во здравоохранения РФ и др.. — СПб.: ППМИ, 2005. — 61 с.
- Гуркин Ю. А., Грицюк В. И. Справочник семейного врача, Гинекология. — М. СПб.: Диля, 2005. — 238 с. — ISBN 5-88503-401-X.
- Подростковая медицина : Руководство / под ред.: Л. И. Левиной и А. М. Куликова. — изд. 2. — «Питер», 2006. — 556 с.
- Гуркин Ю. А., Добряков И. В., Кадурина Т. И. Здоровье вашего малыша : настольная книга для родителей / под общ. ред. к.м.н. В. Н. Самариной. — М., СПб.: АСТ Сова, 2007. — 606 с.
- Добряков И. В., Гуркин Ю. А., Кадурина Т. И. Здоровье вашего малыша. — АСТ, 2008. — 606 с. — ISBN 978-5-17-047129-4.
- Гуркин Ю. А. Лечение вульвовагинитов у девочек. — Вопросы гинекологии, акушерства и перинатологии. — 2008, № 2. — Т. 7. — С. 92—98.
- Серов В. Н., Кира Е. Ф., Аполихина И. А., Антонова И. Б., Гуркин Ю. А., и др. Гинекология. Руководство для врачей. — М.: «Литтерра», 2008. — 840 с. — ISBN 978-5-98216-118-5.
- Гуркин Ю. А. Детская и подростковая гинекология : руководство для врачей. — М.: Медицинское информационное агентство, 2009. — 698 с. — ISBN 978-5-8948-1725-5.
- Гуркин Ю. А., Зернюк А. Д. Дифференцированный подход при подборе гормональных конрацептивов для юных женщин. — Акушерство, гинекология и репродукция. — 2009, № 4.
- Гуркин Ю. А. Опыт поэтапного лечения неспецифических вульвовагинитов у девочек. — Репродуктивное здоровье детей и подростков. — 2009, № 5. — С. 15—20.
- Островская Е. А., Гуркин Ю. А. Медико-социальный прогноз последствий беременности и материнства в подростковом возрасте. — Репродуктивное здоровье детей и подростков. — 2009, № 4. — С. 15—22.
- Зернюк А. Д., Кутушева Г. Ф., Гуркин Ю. А. Анализ нарушений менструальной функции у девочек, страдающих декомпенсированной хронической экстрагенитальной патологией  : тезисы 1 научно-практической конференции с международным участием «Национальный и международный опыт охраны репродуктивного здоровья девочек» (4-7 июня 2013 г., Москва). — Репродуктивное здоровье детей и подростков. — 2013, № 3. — С. 59—60.
- Гуркин Ю. А. Не все проходит. — СПб., 2016. — 405 с.

## Награды
- Премия Греческого общества детской и подростковой гинекологии за вклад в детскую и подростковую гинекологию (1993 год);
- Премия Сингапурского акушер-гинекологического общество за вклад в детскую и подростковую гинекологию на XI Всемирном конгрессе по детской и подростковой гинекологии. 23 — 26 февраля 1995 года;
- Премия имени Сократа Академии Ювенологии (1998 год);
- Медаль «В память 300-летия Санкт-Петербурга» (2004 год)
- Почётная медаль Ласло Добсаи (Dobszay Laszlo)[венг.] по представлению Детского сектора Венгерского Общества акушерства и гинекологии (президент J. Orley) за выдающуюся и новаторскую деятельность в области детской и подростковой гинекологии. (2006 год).
- 10 января 2019 года, в торжественный актовый день, посвященный 114-летию клиники Педиатрического университета и 94-летию СПбГПМУ, впервые в истории университета Ю. А. Гуркину было присвоено звание почетного профессора СПбГПМУ.

## Приложения
1. 1 2  Нина Васильевна Кобозева / История кафедры акушерства и гинекологии. Дата обращения: 17 сентября 2016. Архивировано 6 сентября 2016 года.
2. 1 2  Кафедра детской гинекологии и женской репродуктологии ФП и ДПО. Дата обращения: 17 сентября 2016. Архивировано 5 ноября 2016 года.
3. ↑  Ушёл из жизни Юрий Александрович Гуркин. Дата обращения: 20 декабря 2019. Архивировано 20 декабря 2019 года.
4. ↑  Лев Владимирович Эрман на сайте СПбГПМУ Архивная копия от 19 октября 2016 на Wayback Machine
5. ↑  Юрий Романович Ковалёв на сайте СПбГПМУ. Дата обращения: 17 сентября 2016. Архивировано 15 сентября 2016 года.
6. ↑  Петченко Александр Иванович Архивная копия от 31 января 2017 на Wayback Machine
7. ↑  Эдуард Карпович Айламазян. Дата обращения: 17 сентября 2016. Архивировано 18 октября 2016 года.
8. ↑  Кафедра педиатрии, эндокринологии и абилиталогии ВП и ДПО. Дата обращения: 17 сентября 2016. Архивировано 30 сентября 2016 года.
9. ↑  Городской консультативно-диагностический Центр для детей «ЮВЕНТА». Дата обращения: 17 сентября 2016. Архивировано 13 сентября 2016 года.
10. ↑  История кафедры акушерства и гинекологии КГМУ. Хурасев Борис Федорович. Дата обращения: 21 октября 2016. Архивировано из оригинала 21 октября 2016 года.
11. ↑  Кротин Павел Наумович. Некролог. Дата обращения: 21 октября 2016. Архивировано 21 октября 2016 года.
12. ↑  Обращение Союза педиатров Санкт-Петербурга к Президенту России Владимиру Владимировичу Путину и ко всем‚ кому небезразлична судьба Отечества! Дата обращения: 17 сентября 2016. Архивировано 20 декабря 2014 года.
13. ↑  Гуркина Лейда Арнольдовна Архивная копия от 16 октября 2016 на Wayback Machine
14. ↑  Гуркина Елена Юрьевна. Дата обращения: 3 октября 2016. Архивировано из оригинала 5 октября 2016 года.